# Себат
Себа́т — кримськотатарська громадська організація, утворена у травні 2011 року частиною колишніх членів організації «Авдет». «Себат» перебуває в опозиції до Меджлісу кримськотатарського народу, він виступав за співпрацю з колишньою владою Партії регіонів в Україні. На той час серед депутатів Меджлісу та делегатів Курултаю не була представлена.
У період Євромайдану організація засудила масові протести та активно виступила на підтримку Президента України Віктора Януковича.

## Діяльність
Основною метою своєї діяльності «Себат» задекларував сприяння уряду Автономної Республіки Крим у вирішенні земельного питання на півострові. Організація заявила про введення мораторія на проведення протестних акцій по земельному питанню «аби дати можливість уряду АР Крим вирішувати земельну проблему у спокійній та довірчій обстановці конструктивного діалогу».
Організація також займається інформаційним забезпечення, юридичним супроводом та офіційним представництвом учасників так званих «земельних галявин протесту».
Організація «Себат» активно виступає на підтримку Віктора Януковича та кримської влади. У грудні 2013 активісти «Себату» брали активну участь у Антимайдані, організованому Партією регіонів.
21 січня 2014, після подій на Грушевського, «Себат» оприлюднив відкрите звернення до Президента та Уряду, в якому висловив глибоке обурення «масовими безладами, організованими у Києві опозиційними силами при підтримці окремих політиків США та Євросоюзу» та закликав «застосувати проти бандитів сили правопорядку в рамках діючого законодавства»
27 січня 2014 року організація виступила зі зверненням до кримських татар не долучатися до акцій протесту опозиції у Києві та Криму, які підтримує Меджліс.

## Керівництво
До складу правління громадської організації Себат входять:
- Решат Сейдалієв — голова правління;
- Ділявер Решитов — член правління;
- Рінат Шаймарданов — секретар правління.

## Цікаві факти
Організацію іноді називають «могильовськими татарами» (від прізвища Анатолія Могильова, голови Ради міністрів Криму) за активну підтримку кримської влади та жорстку критику опозиційного Меджлісу.